# Football Club féminin Valence
 (juillet 2017).
Si vous disposez d'ouvrages ou d'articles de référence ou si vous connaissez des sites web de qualité traitant du thème abordé ici, merci de compléter l'article en donnant les références utiles à sa vérifiabilité et en les liant à la section « Notes et références ».
Maillots
La section féminine du Football Club Valence est un club de football féminin français basé à Valence. 
Les Valentinoises atteignent pour la première fois de leur histoire la Division 1 en 1983, après plusieurs saisons passées dans les divisions de la Ligue Rhône-Alpes. Le club se maintient dans l'élite jusqu'en 1989 avant de replonger au niveau régional. Au début des années 2000, le club retrouve la Division 2 durant cinq saisons mais redescend en division régionale en 2005.
L'équipe fanion du club participe à la Division d'Honneur du Rhône-Alpes.

## Palmarès
Le tableau suivant liste le palmarès du club actualisé à l'issue de la saison 2011-2012 dans les différentes compétitions officielles au niveau national et régional.
| Compétitions régionales     | Équipes de jeunes           |
| Votre aide est la bienvenue | Votre aide est la bienvenue |

## Bilan saison par saison
Le tableau suivant retrace le parcours du club depuis la création de la première division en 1974.
| Édition   | Division 1  | Division 2             | Division 3             | Divisions Régionales                     | Coupe de France     |
| 1974-1982 | -           | Championnat inexistant | Championnat inexistant | …                                        | Coupe inexistante   |
| 1982-1983 | -           | Demi-finaliste         | Championnat inexistant | -                                        | Coupe inexistante   |
| 1983-1984 | 4e (Gr. A)  | -                      | Championnat inexistant | -                                        | Coupe inexistante   |
| 1984-1985 | 4e (Gr. B)  | -                      | Championnat inexistant | -                                        | Coupe inexistante   |
| 1985-1986 | 4e (Gr. C)  | -                      | Championnat inexistant | -                                        | Coupe inexistante   |
| 1986-1987 | 3e (Gr. C)  | Championnat inexistant | Championnat inexistant | -                                        | Coupe inexistante   |
| 1987-1988 | 5e (Gr. B)  | Championnat inexistant | Championnat inexistant | -                                        | Coupe inexistante   |
| 1988-1989 | 10e (Gr. B) | Championnat inexistant | Championnat inexistant | -                                        | Coupe inexistante   |
| 1989-2000 | -           | …                      | Championnat inexistant | …                                        | Coupe inexistante   |
| 2000-2001 | -           | 4e (Gr. B)             | Championnat inexistant | -                                        | Coupe inexistante   |
| 2001-2002 | -           | 5e (Gr. B)             | Championnat inexistant | -                                        | non connu           |
| 2002-2003 | -           | 7e (Gr. B)             | -                      | -                                        | 8e de finale        |
| 2003-2004 | -           | 5e (Gr. B)             | -                      | -                                        | non connu           |
| 2004-2005 | -           | 9e (Gr. B)             | -                      | -                                        | non connu           |
| 2005-2006 | -           | -                      | -                      | …                                        | non connu           |
| 2006-2007 | -           | -                      | -                      | …                                        | non connu           |
| 2007-2008 | -           | -                      | -                      | …                                        | non connu           |
| 2008-2009 | -           | -                      | -                      | …                                        | non connu           |
| 2009-2010 | -           | -                      | -                      | …                                        | non connu           |
| 2010-2011 | -           | -                      | Championnat inexistant | …                                        | non connu           |
| 2011-2012 | -           | -                      | Championnat inexistant | 1er (DHR)                                | non connu           |
| 2012-2013 | -           | -                      | Championnat inexistant | Compétition à venir (Division d'Honneur) | Compétition à venir |